# 아라시 발라바냔
아라시 발라바냔(포르투갈어: Aracy Balabanian, 아르메니아어: Արասի Բալաբանյան, 1940년 2월 22일~2023년 8월 7일)은 브라질의 아르메니아계 배우이다.